# Канелла (річка)
Канелла (фр. Canella корс. Canella) — річка Корсики (Франція). Довжина 16,4 км, витік знаходиться на висоті 900 метрів над рівнем моря на схилах гори Пунта ді Монако (Punta di Monaco ) (1292 м). Впадає в Середземне море.
Протікає через комуни: П'янотоллі-Кальдарелло, Фігарі і тече територією департаменту Південна Корсика та кантоном Фігарі (de Figari).